# Ylinen Jokijärvi
Ylinen Jokijärvi är en sjö i Finland. Den ligger i kommunen Orivesi i landskapet Birkaland, i den södra delen av landet, 170 km norr om huvudstaden Helsingfors. Ylinen Jokijärvi ligger 145 meter över havet. Arean är 2,4 hektar och strandlinjen är 0,68 kilometer lång. Sjön  ingår i Kumo älvs huvudavrinningsområde.   I omgivningarna runt Ylinen Jokijärvi växer i huvudsak blandskog.